# Osismes
Els osismes (en llatí Osismii o Osismi, en grec antic Ὀσίσμιοι) van ser un poble gal que es va aliar als vènets en la guerra contra Juli Cèsar l'any 56 aC. Vivien a la península de Bretanya (Armòrica aleshores), de la que n'ocupaven una bona part, i només això és el que en diu Cèsar. Claudi Ptolemeu estén el seu territori fins a un lloc que anomena Gobaeum. El seu territori correspon més o menys al departament de Finisterre i la part occidental de Côtes-d'Armor.
La seva capital era Vorgium (Carhaix), i altres centres importants n'eren Vorganium (probablement, Kerillien prop de Plounéventer) i l'oppidum del Yaudet, prop de Lannion. Claudi Ptolemeu diu que la ciutat principal era Vorganium. Tenien al sud els namnetes.
Al segle iv aC, el navegant grec Píteas, els donava el nom d'ostimioi (Ὠστιμίων) i els situava prop de l'illa d'Ouessant (Οὐξισάμης) i del cap Kabaïon (Κάβαιον), que podria ser la punta de Penmarc'h o la punta del Raz. El seu nom voldria dir 'els més allunyats' o 'els del final del món', denominació equivalent a Finisterre (Finis terrae, 'final de la terra', Penn-ar-Bed en bretó). Juli Cèsar en parla molt poc a la Guerra de les Gàl·lies, i tampoc en parlen gaire altres autors antics, com ara Plini el Vell, Estrabó i Claudi Ptolemeu. Els osismes van quedar sotmesos a Roma l'any 57 aC i van participar el 56 aC en la revolta dels vènets. Van aportar reforços a Vercingetòrix quan el cap gal estava assetjat a Alèsia.

## Altres noms
S'han documentat també noms de pobles gals del tipus cossins, en llatí Cossini,en grec Κόσσινοι ('Kossinoi'), tot i que probablement eren noms alternatius per al poble dels osismes. Altres fonts fan aquests altres una tribu diferent de l'extrem oest d'Armòrica, cosa que podria confirmar l'existència d'una vila anomenada Coesnou o Coueznou prop de Brest. Altres noms que podrien ser deformació del dels osismes són Ostiaei, Ostiadamni i Ostiones.